# Niedaltdorf
Niedaltdorf ist ein Ortsteil der Gemeinde Rehlingen-Siersburg im Landkreis Saarlouis (Saarland).

## Geographie
Niedaltdorf liegt am Ufer der Nied, einem linken Zufluss der Saar, und unmittelbar an der Grenze zu Frankreich (Département Moselle). Nach Norden und Süden erstreckt sich der Saargau.
Sehenswert ist die Niedaltdorfer Tropfsteinhöhle, die 1880 bei Ausschachtungsarbeiten für ein neues Haus entdeckt wurde. Zunächst wurde der entdeckte Höhleneingang wieder zugeschüttet. Erst 1927 wurde die Höhle ein zweites Mal entdeckt und mit einer Treppe zugänglich gemacht.

### Klima

Niederschlag

| Der Jahresniederschlag beträgt 833 mm. Der Niederschlag liegt im oberen Drittel der Messstellen des Deutschen Wetterdienstes. 69 % zeigen niedrigere Werte an. Der trockenste Monat ist der April; am meisten regnet es im November. Im niederschlagreichsten Monat fällt ca. 1,4-mal mehr Regen, als im trockensten Monat. Die jahreszeitlichen Niederschlagschwankungen liegen im unteren Drittel. In nur 3 % aller Orte schwankt der monatliche Niederschlag weniger. |

## Geschichte
Bis Ende 1973 war Niedaltdorf eine eigenständige Gemeinde. Im Zuge der Gebiets- und Verwaltungsreform wurde Niedaltdorf am 1. Januar 1974 ein Ortsteil der Gemeinde Rehlingen, die später in Rehlingen-Siersburg umbenannt wurde.

## Bauwerke
In der neogotischen Pfarrkirche St. Rufus befindet sich eine der ältesten Nachbildungen der Mariengrotte von Lourdes auf deutschem Boden, sie wurde 1890 durch den Weihbischof in Trier, Heinrich Feiten eingeweiht. Ferner besitzt die Kirche eine Nachbildung des Turiner Grabtuches.
Auf der Empore befindet sich das original erhalten gebliebene Opus 1 des damaligen Saarlouiser Orgelbauers Mamert Hock aus dem Jahre 1901. Die Orgel verfügt über rein pneumatisch gesteuerte Kegelladen und hat 14 Register, verteilt auf zwei Manuale und Pedal. Das Werk wurde in zwei Schritten 2005 (Spieltisch) und 2007 (restliches Orgelwerk) durch die Orgelbaufirma Günter Hardt & Sohn aus Möttau restauriert.
Kindergarten und Grundschule teilt sich Niedaltdorf mit dem Nachbarort Hemmersdorf.

## Verkehr
Der Bahnhof Niedaltdorf ist Endhaltestelle der Niedtalbahn nach Dillingen und wird stündlich von Triebwagen der Baureihe 642 bedient. Am Karfreitag verkehren zum Bouzonviller Markt auch grenzüberschreitende Personenzüge, die sich einer großen Beliebtheit erfreuen. Ein geplanter dauerhafter Sonntagsverkehr wurde bisher noch nicht realisiert.
Die Landesstraße 171 verläuft durch Niedaltdorf.

## Tourismus
Bei Niedaltdorf gibt es den Rundwanderweg Druidenpfad, ein Prädikatswanderweg, der zu den Traumschleifen gehört. Überregional bekannt ist die Niedaltdorfer Tropfsteinhöhle.

## Persönlichkeiten
- Nikolaus Guittienne (1804–1866), Politiker, Mitglied des preußischen Abgeordnetenhauses
- Johannes Guittienne (1809–1889), Politiker; im Mai 2014 posthum zum ersten Ehrenbürger von Rehlingen-Siersburg ernannt[3]
- Ludwig Viktor von Villers (1810–1881), Politiker, Verwaltungsjurist, Mitglied des Preußischen Herrenhauses

## Impressionen

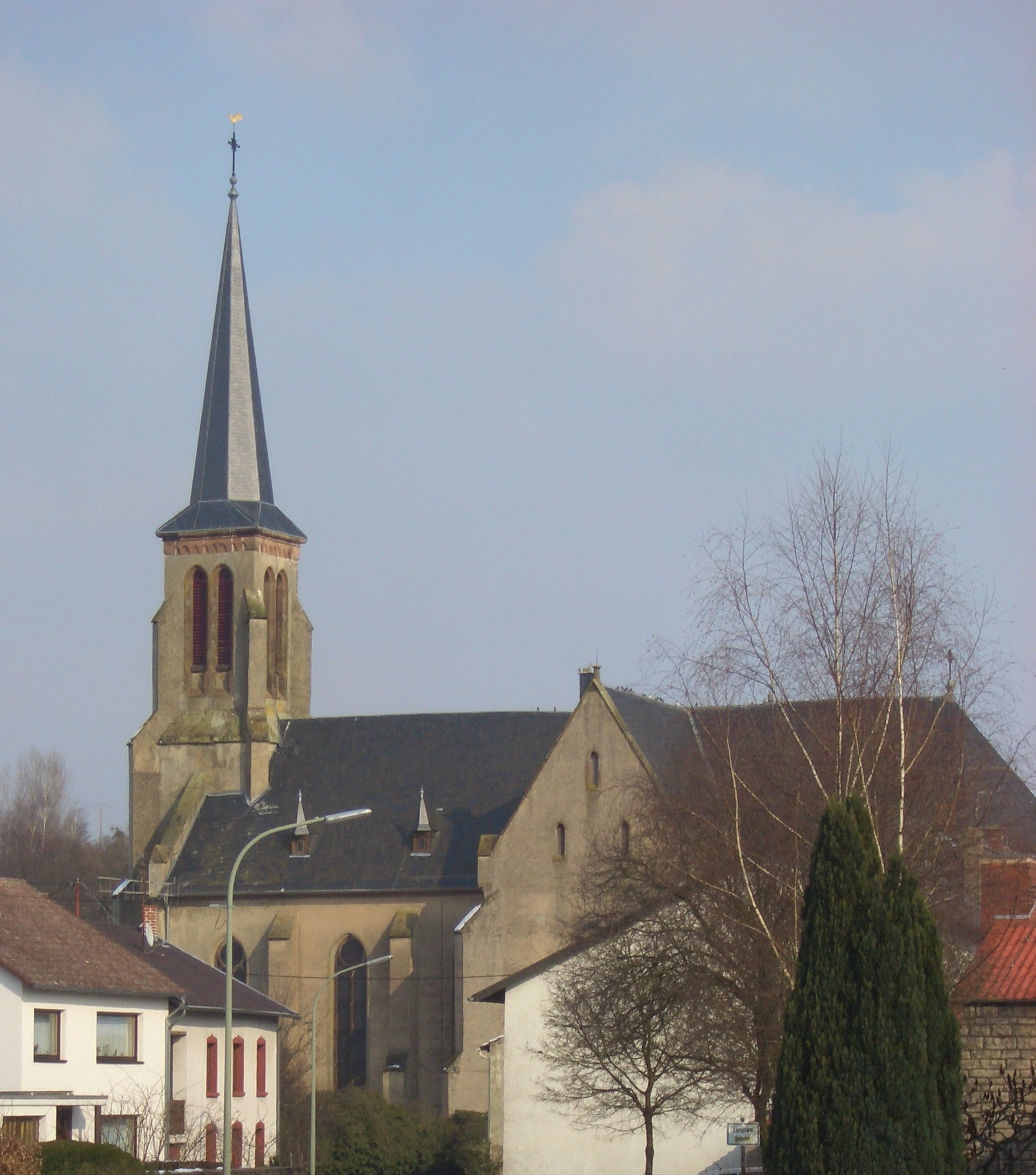
Pfarrkirche St. Rufus
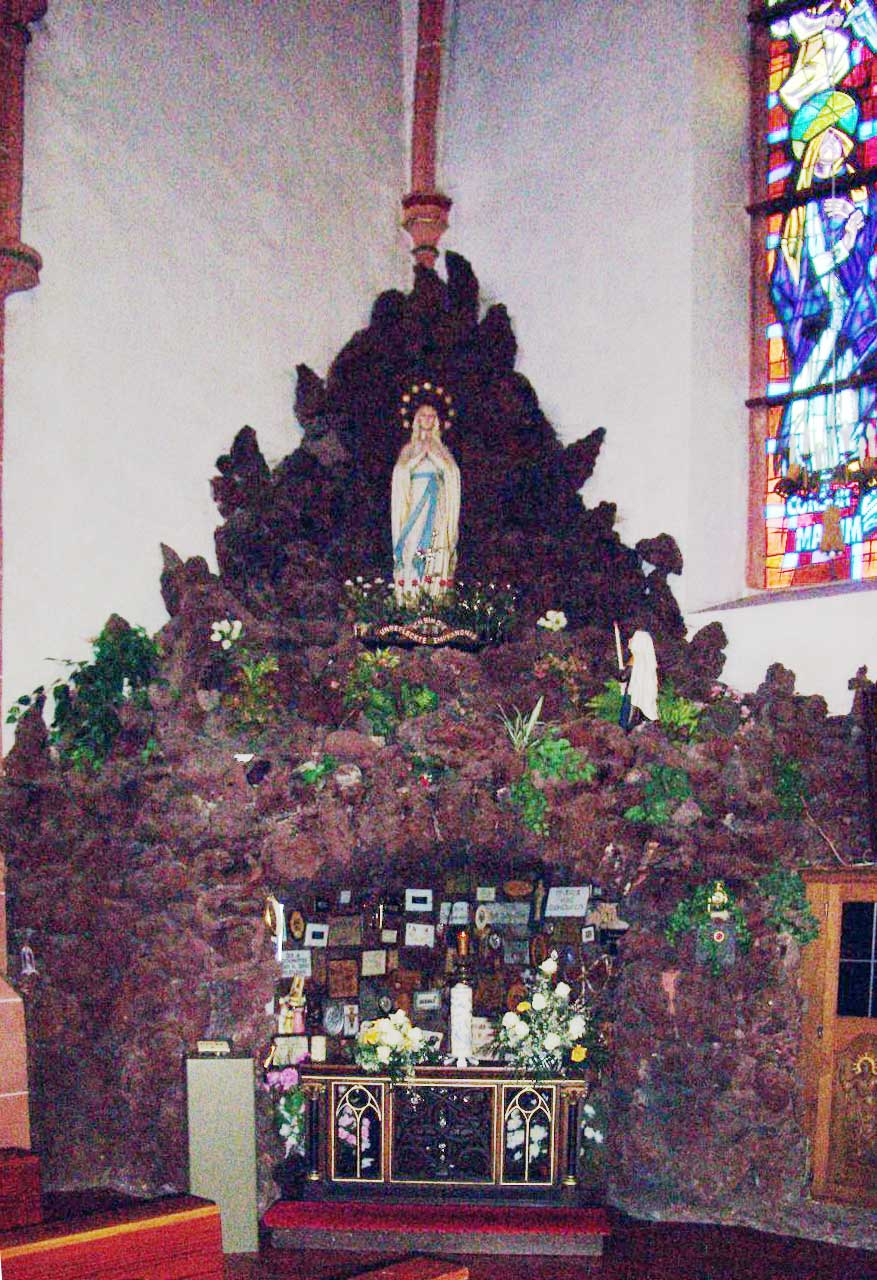
Lourdes-Grotte in der Kirche
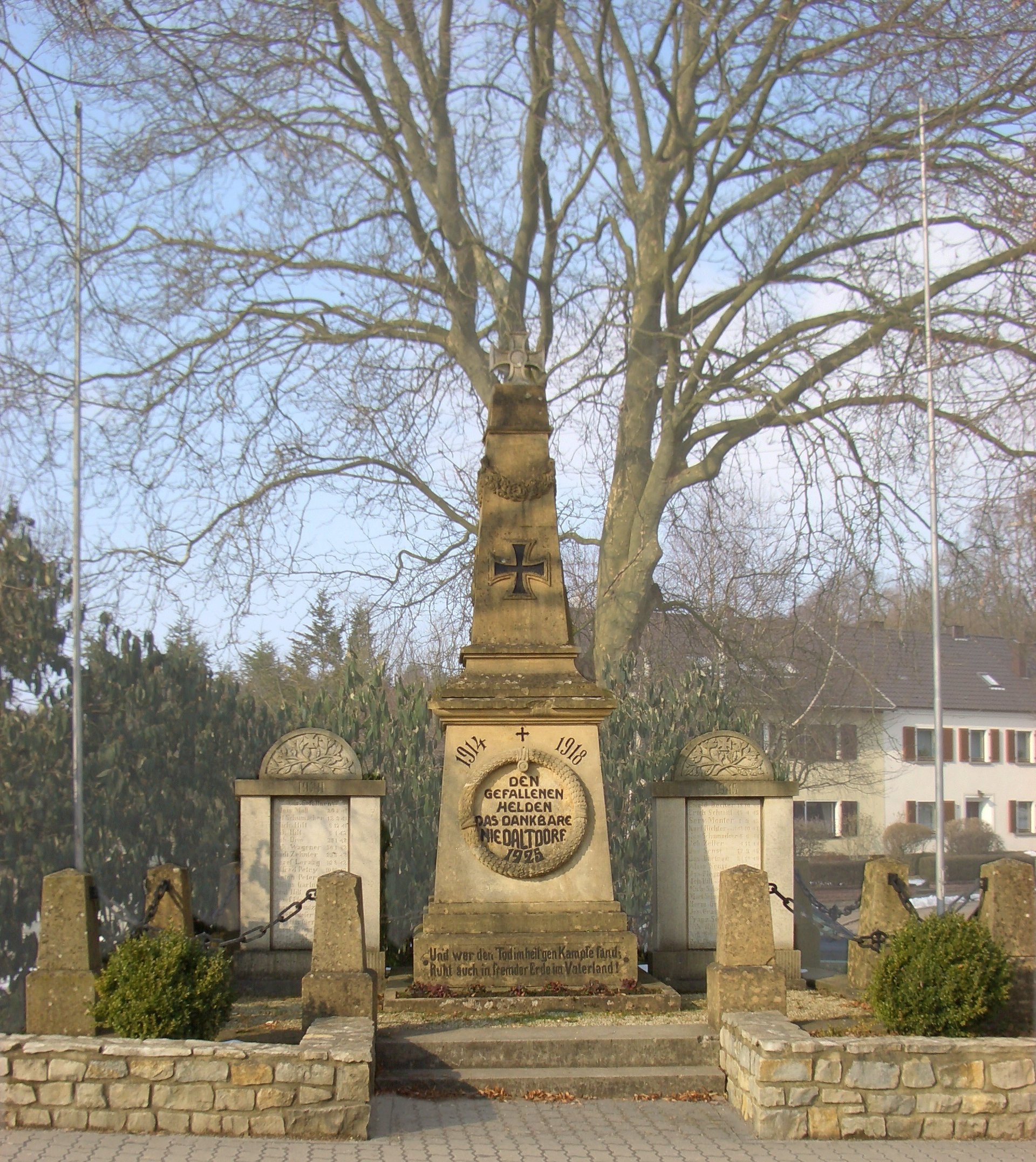
Kriegerdenkmal (Erster Weltkrieg)
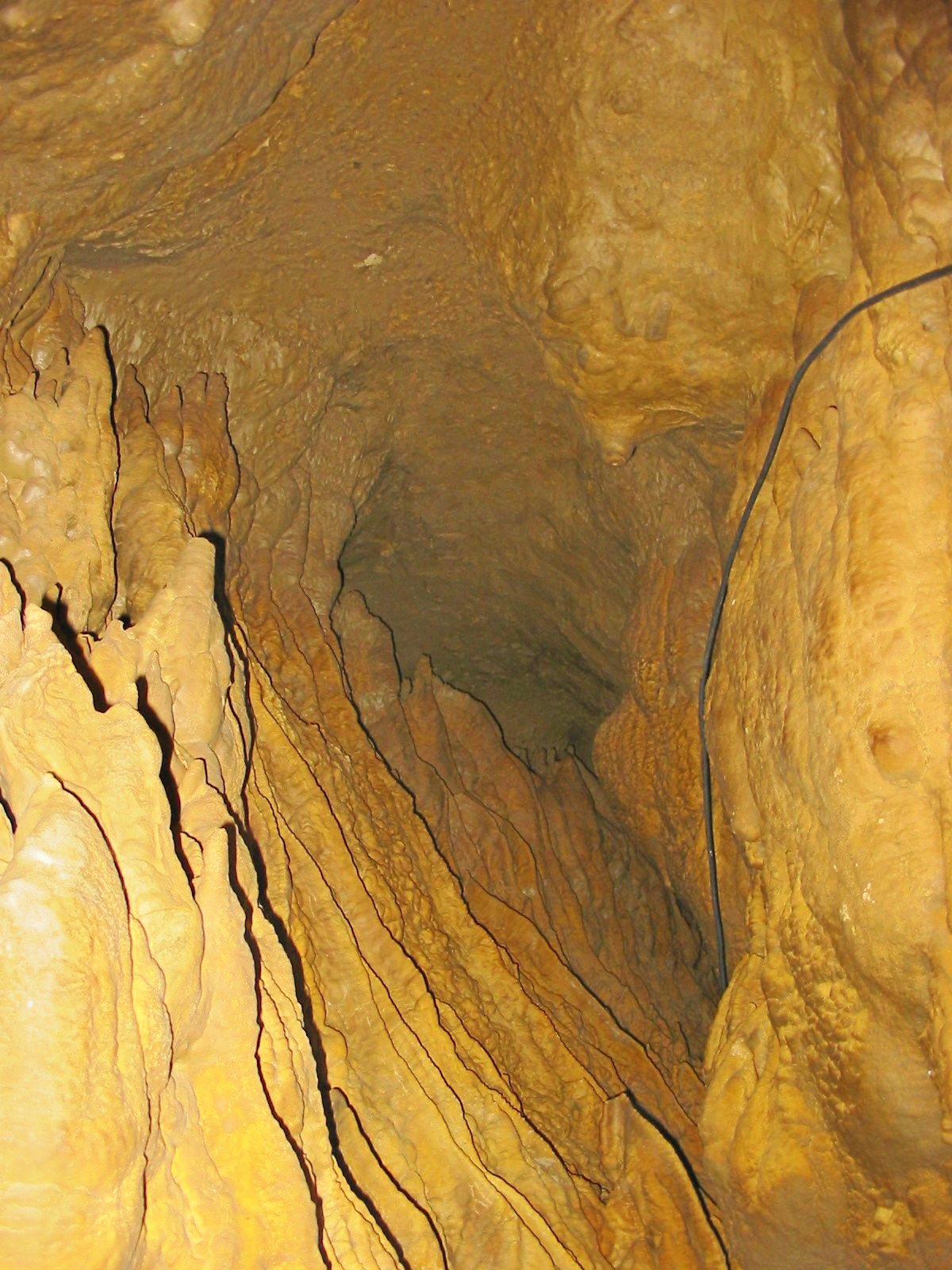
Niedaltdorfer Tropfsteinhöhle
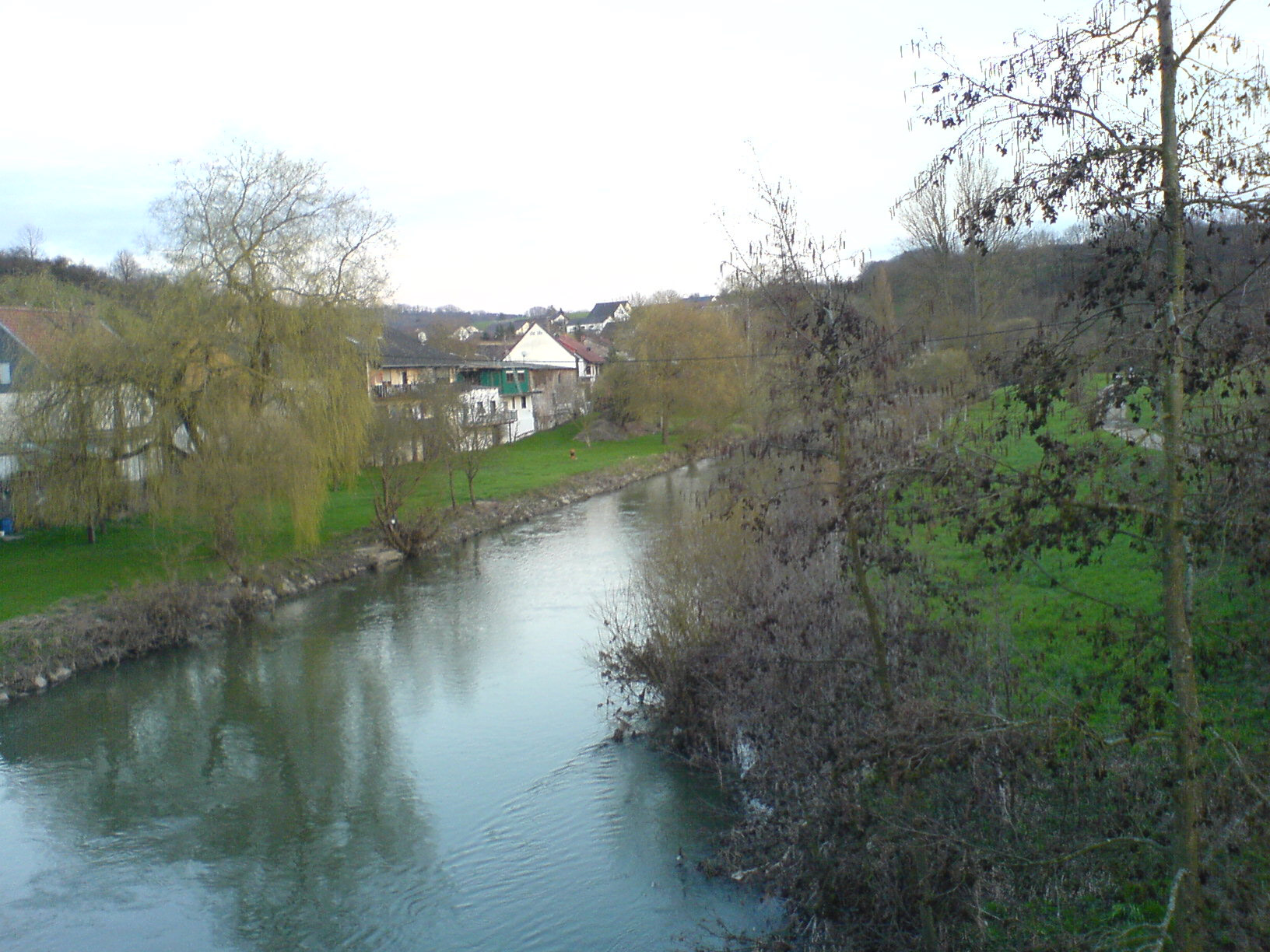
Die Nied bei Niedaltdorf